# Svetlost
Svêtlost (tudi svetlóst ali svètlost, oznaki {\displaystyle L\!\,} ali {\displaystyle B\!\,}) je fizikalna in fotometrična količina, ki meri skupni svetlobni tok, padajoč na površino ali ga oddaja enota površine v prostorski kot, oziroma svetilnost na enoto površine svetlobe, ki potuje v dani smeri. Opisuje količino svetlobe, ki potuje skozi določeno površino in je izsevana ali odbita ter pada znotraj danega kota.
.

## Definicija
Svetlost je določena s:
{\displaystyle L={\frac {\partial ^{2}{\mathit {\Phi }}_{\rm {v}}}{\partial S\,\partial {\mathit {\Omega }}\,\cos \theta }}\!\,,}
kjer je:
- {\displaystyle L\!\,} – svetlost v cd/m2
- {\displaystyle {\mathit {\Phi }}_{\rm {v}}\!\,} – svetlobni tok v lumnih, ki zapušča površino {\displaystyle \partial S\!\,} v poljubni smeri znotraj prostorskega kota {\displaystyle \partial {\mathit {\Omega }}\!\,}
- {\displaystyle \theta \!\,} – kot med pravokotnico na površino in določeno smerjo poti svetlobe
- {\displaystyle S\!\,} – površina v m2
- {\displaystyle {\mathit {\Omega }}\!\,} – prostorski kot v steradianih

## Enote za svetlost

### Enote v sistemu SI
Enota za svetlost je kandela na kvadratni meter (cd/m2). Imenujejo jo tudi nit (oznaka nt). 

### Enote zunaj sistema SI
V sistemu CGS (sistem enot centimeter-gram-sekunda) je enota za merjenje svetlosti stilb (oznaka sb), ki je enak 1 kandeli na kvadratni centimeter, kar je 10 kcd/m2. Uporablja se tudi enota lambert (onaka lb), ki je 1/π cd/cm2 ali približno 3183 cd/m2. Dandanes manj znani enoti sta še apostilb, ki je 1/π ⋅ 10−4 sb ali 0,3199nt ali 10−4 lb in footlambert z oznako fL ali fl (1/π kandela na kvadratni čevelj, največ se uporablja v ZDA).

## Opis
S svetlostjo se običajno okarakterizira izsev ali odboj z ravnih, difuznih površin. Svetlost označuje koliko svetlobne moči, oziroma toka, bo zaznalo oko, ki gleda na površino iz določenega kota. Svetlost je tako pokazatelj kako svetla se bo zdela površina. V tem primeru je obravnavani prostorski vidi očesna zenica. Svetlost se rabi v video industriji za karakterizacijo svetlosti zaslonov. Tipični računalniški zaslon odda od 50 do 300 cd/m2. V poldnevu je svetlost Sonca približno 1,6 ⋅ 109 cd/m2.
V geometrijski optiki je svetlost invarianta. To pomeni, da je svetlost idealnega optičnega sistema na izhodu enaka vhodni svetlosti. Za realne, pasivne, optične sisteme, je svetlost enaka vsaj vhodni. Če se na primer vzame leča za tvorjenje slike, ki je manjša kot izvor, se svetlobni tok skonscentrira na manjšo površino, kar pomeni, da je svetlost večja pri sliki. Vendar svetloba v ravnini slike zapolni večji prostorski kot, in je zaradi tega svetlost enaka, če se privzame, da v leči ni izgub. Slika ne more biti nikoli »svetlejša« od vira.

## Zgledi
| vir                                     | svetlost [cd/m2] |
| --------------------------------------- | ---------------- |
| astronomski viri                        |                  |
| oblačno nočno nebo, brez Lune           | 10−4             |
| najtemnejše nebo                        | 4 ⋅ 10−4         |
| jasno temno nebo, brez Lune             | 10−3             |
| temno nebo, polna Luna                  | 10−2             |
| jasno nebo 1/2 ure po Sončevem zahodu   | 0,1              |
| jasno nebo 1/4 ure po Sončevem zahodu   | 1                |
| oblačno nebo ob Sončevem zahodu         | 10               |
| sivo nebo ob poldnevu                   | 102              |
| oblačno nebo ob poldnevu                | 103              |
| Luna                                    | 2,6 ⋅ 103        |
| povprečno jasno nebo                    | 8 ⋅ 103          |
| jasno nebo ob poldnevu                  | 104              |
| Sončeva ploskev                         | 1,6 ⋅ 109        |
| strela                                  | 8 ⋅ 108          |
| praktični viri                          |                  |
| najmanjši nivo vidnosti (človek)        | 3 ⋅ 10−6         |
| veljavni skotopični vid (človek)        | < 0,003          |
| veljavni fotoptični vid (človek)        | > 3              |
| zelena elektroluminiscenca              | 25               |
| hladno bela fluorescenca T8             | 104              |
| acetilenski gorilnik                    | 105              |
| 60 W znotraj matirana svetilka          | 1,2 ⋅ 105        |
| sveča                                   | 6 ⋅ 105          |
| natrijeva parna svetilka                | 7 ⋅ 105          |
| visokotlačna živosrebrna parna svetilka | 1,5 ⋅ 106        |
| volframova žarilna nitka                | 8 ⋅ 106          |
| krater navadnega ogljikovega loka       | 1,6 ⋅ 108        |
| krater talilnega ogljikovega loka       | 109              |
| atomska fuzijska bomba                  | 1012             |